# Nan-tchou
Nan-tchou (tradiční znaky: 南投; tongyong pinyin: Nántóu; hanyu pinyin: Nántóu; tchajwansky: Lâm-tâu) je město v Čínské republice, leží v centrální části ostrova Tchaj-wan. Ve správním systému Čínské republiky je hlavním městem okresu Nan-tchou, jediného vnitrozemského okresu. Rozkládá se na ploše 71,21 km² a má 105 547 obyvatel (únor 2007).
Město je přímo napojeno na Formoskou dálnici (福爾摩沙高速公路; také Národní dálnice č. 3 a slangově Druhá dálnice), která vede ze severu na jih ostrova po jeho západní straně.

## Partnerská města
- West Valley City, stát Utah, Spojené státy americké